# Johannes Rochhausen
Johannes Rochhausen (* 1981 in Leipzig) ist ein deutscher Maler, der in der Tradition der Leipziger Schule steht. Seine Bilder lassen sich in das Genre der Interieur- und Ateliermalerei einordnen. Er lebt und arbeitet in Leipzig.

## Leben und Werk
1981 in Leipzig geboren, studierte Johannes Rochhausen seit 2001 an der Hochschule für Grafik und Buchkunst Malerei. Von 2003 bis 2005 studierte er in der Fachklasse Malerei bei Professor Arno Rink und von 2005 bis 2007 bei Professor Neo Rauch. 2007 erhielt Johannes Rochhausen schließlich sein Diplom der Bildenden Kunst an der Hochschule für Grafik und Buchkunst in Leipzig. Daraufhin war er von 2007 bis 2009 Meisterschüler bei dem international bekannten Leipziger Maler Neo Rauch. 2013 erhielt er ein Arbeitsstipendium in New York im International Studio und Curatorial Programm, ausgeschrieben von der Kulturstiftung des Freistaates Sachsen. Darüber hinaus war und ist er in zahlreichen Einzel- wie Gruppenausstellungen vertreten.
Johannes Rochhausen lässt sich in das Genre der Interieur- und Ateliermalerei einordnen. Rochhausen arbeitet bei Neonlicht, oft nachts; das harte Kunstlicht seines Ateliers in der Leipziger Baumwollspinnerei ist auch auf den Bildern sichtbar und lässt seine Werke kühl und nüchtern erscheinen. Seinen Gemälden fehlt ein narratives Moment, dennoch gelingt es Rochhausen in dieser Leere Spannung zu erzeugen. Er komponiert seine Gemälde nicht mit Figuren, sondern durch den Einsatz von Farbe und Licht sowie durch die Modellierung von Fläche und Raum.
Johannes Rochhausen ist der jüngste Sohn der Malerin Angelika Rochhausen (1942–2017).

## Werkstandorte
- Museum der bildenden Künste, Leipzig[5]
- Sammlung Fritz P. Mayer, Leipzig[6]
- SØR Rusche Sammlung Oelde/Berlin[7]
- Von der Heydt-Museum, Wuppertal[7]
- Museum am Dom, Würzburg[8]
- Förderankauf der Kulturstiftung des Freistaates Sachsen für den Kunstfonds 2011.

## Ausstellungen

### Einzelausstellungen
- 2013 Detmold, Lippische Gesellschaft für Kunst, Schloss Detmold: Malerei
- 2011 Berlin, Schlechtriem Brothers: 5000 Kelvin

### Gruppenausstellungen
- 2014 Sechse gehen durch die ganze Welt, Auguststraße 86, Berlin
- 2013 Lokalkolorit (Local Color), Inman Gallery, Houston (USA);  Himmel auf Erden, Von der Heydt-Museum, Wuppertal; Gedeutete Welt und fragile Wirklichkeit. Vier Leipziger Maler und die Fadenscheinigkeit des Offensichtlichen, KUK Monschau
- 2012 Schaffens(t)räume. Atelierbilder und Künstlermythen in der ostdeutschen Kunst, Kunstsammlungen Gera, Orangerie; Atelier + Küche = Labore der Sinne, MARTa Herford, Herford; LUBOK – Grafica contemporanea y libros de artistas de Leipzig, Museo Nacional de la Estampa, Mexiko-Stadt
- 2011 saxonia paper – Zeichnung in Sachsen, Kunsthalle der Sparkasse Leipzig; Der leere Raum, Kunsthaus Interlaken; After the goldrush – Realistische Malerei des 21. Jahrhunderts aus Düsseldorf und Leipzig, Kunstverein Speyer
- 2010 Positionen. Gegenständliche Kunst heute, Städtische Galerie Fähre, Bad Salgau; Zapfen und Stäbchen – Malerei und Zeichnung, Städtische Galerie Eichenmüllerhaus, Lemgo; Von Vorn – Meisterklasse Neo Rauch, Riegelbau im Bestehornpark, Aschersleben; 17. Leipziger Jahresausstellung, Joseph-Konsum, Leipzig
- 2009 Everyday ideologies – Zeitläufe. Lebenswege, Kunstmuseum Magdeburg, Magdeburg; Neun Neue, Lindenau-Museum Altenburg; Meisterschüler aus Leipzig, Hochschule für Grafik und Buchkunst Leipzig; 60/40/20 – Kunst in Leipzig seit 1949, Museum der bildenden Künste Leipzig; Realism from Leipzig, Drents Museum, Assen (NL); 125 Jahre Spinnerei, Werkschauhalle der Leipziger Baumwollspinnerei
- 2008 Die Sprache der Dinge, Anhaltische Gemäldegalerie Dessau; Zweidimensionale, Kunsthalle der Sparkasse Leipzig
- 2007 „Man muss sich beeilen, wenn man noch was sehen will ...“, Kunst auf Selikum, Neuss;  Diplomausstellung, Galerie der Hochschule für Grafik und Buchkunst Leipzig